# Separation and Purification Reviews
Separation and Purification Reviews, скорочено Sep. Purif. Rev. — науковий журнал, який видається видавництвом Taylor & Francis Publishing House. Журнал було засновано в 1972 році під назвою Separation and Purification Methods, змінено на Separation and Purification Reviews у 2003 році. Станом на 2023 рік журнал виходить чотири рази на рік. Публікуються оглядові статті, присвячені питанням розділення та очищення.
Імпакт-фактор у 2014 році становив 2,824. Згідно зі статистичними даними ISI Web of Knowledge, журнал посідає 19 місце з 74 журналів в категорії аналітична хімія з цим імпакт-фактором. Імпакт-фактор за 2021 рік склав 7,889.